# Jeruzalem

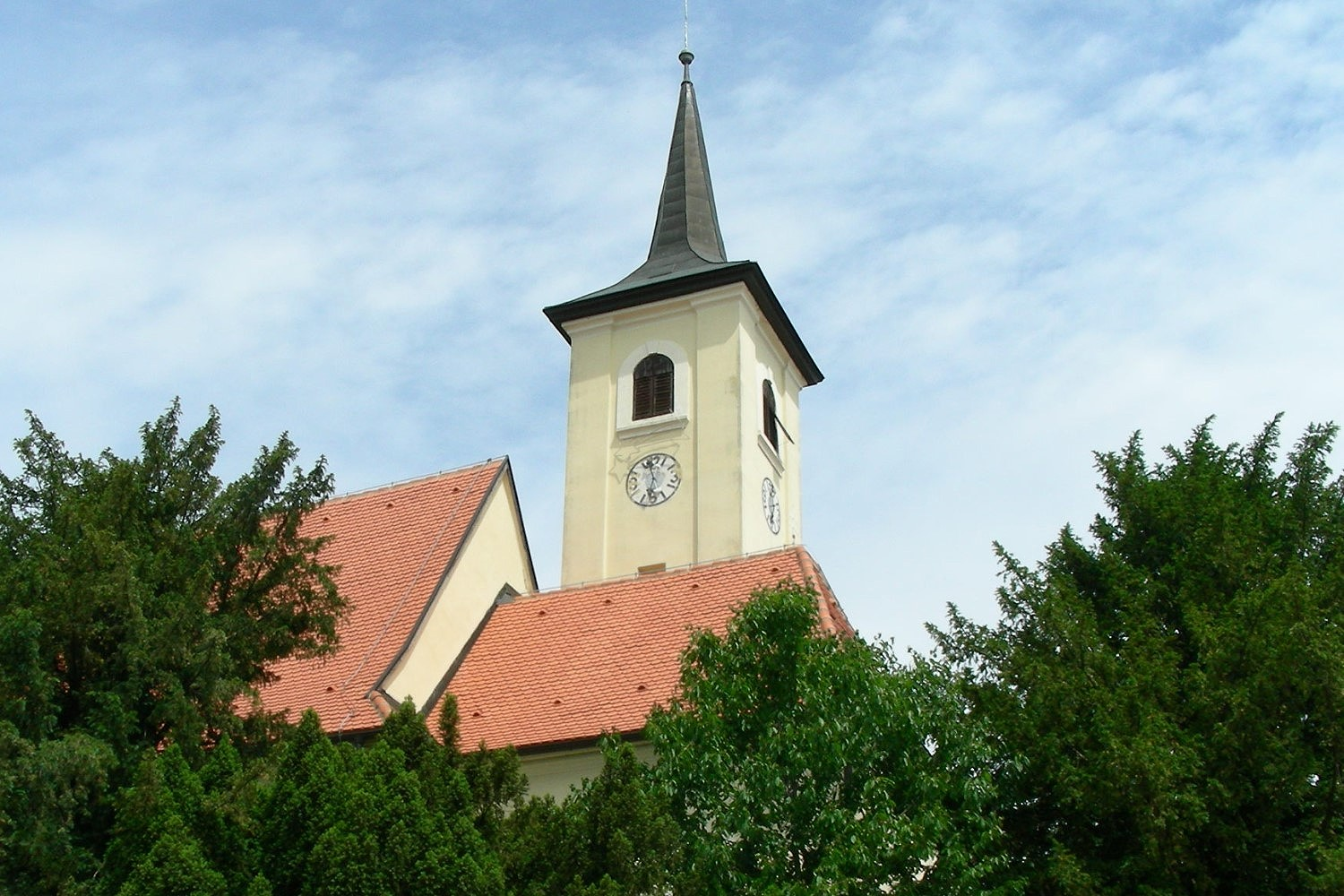
Ortsbildprägender Kirchturm

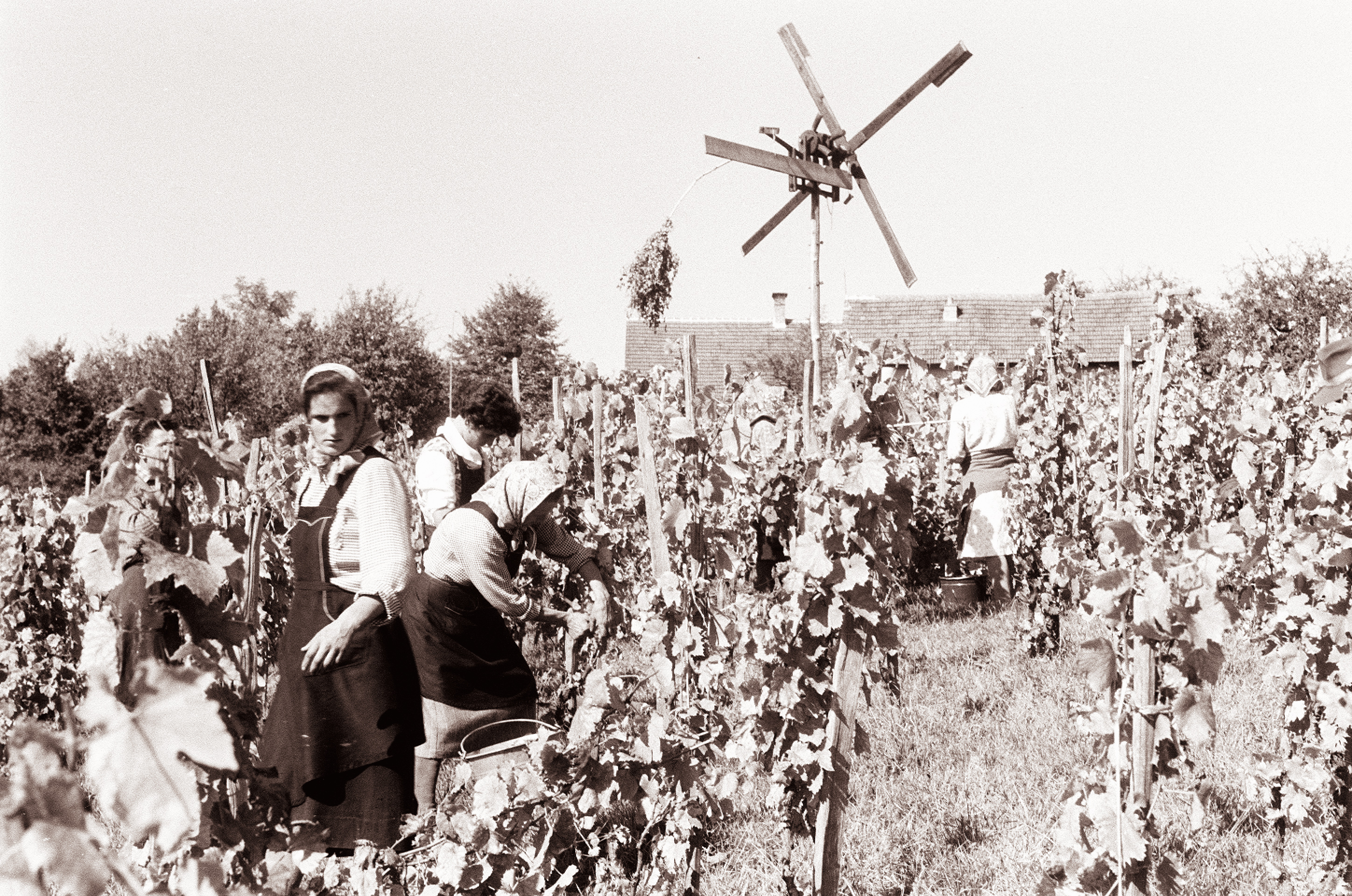
Weinlese in Jeruzalem (1961)

Jeruzalem (deutsch Jerusalem) ist eine Ortschaft im Nordosten Sloweniens. Sie hat 31 Einwohner (2016) und ihre Höhe über Normalnull beträgt 341 m.
Jeruzalem liegt neun Kilometer nördlich der Stadt Ormož in der historischen Region Steiermark (Štajerska). Der Ort wurde im 13. Jahrhundert von deutschen Kreuzrittern gegründet, die aus dem Heiligen Land nach Europa zurückkamen.

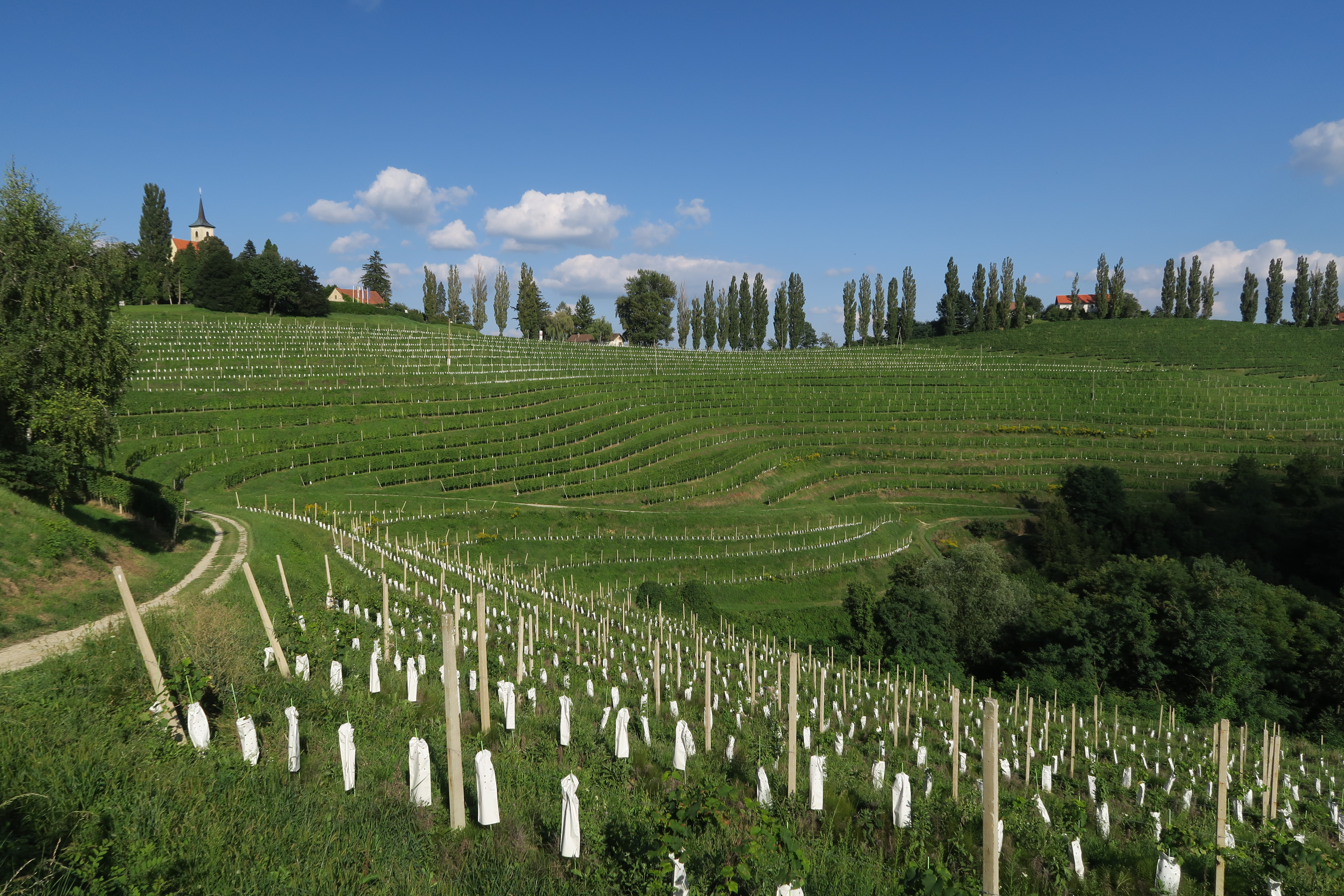
Weingärten in Jeruzalem

Bereits damals bildete der Weinbau in der fruchtbaren Umgebung die Grundlage der wirtschaftlichen Existenz, die stetig ausgebaut wurde, weil die Habsburgermonarchie eine Genehmigung zum Weinhandel in und um Ljubljana und Maribor erteilte. Jeruzalem befindet sich daher in einem der bekanntesten Weinanbaugebiete Sloweniens an der slowenischen Weinstraße.

## Bauwerke

### Weinbauerngehöfte und weitere Gebäude
Die weiträumige Landschaft wird durch die Weingärten geprägt, die zum größten Teil in Familienbesitz und damit teilweise schon mehr als 100 Jahre alt sind.
Angebaut und gekeltert werden vor allem Weißweinsorten wie Šipon, Chardonnay, Welschriesling, Gelber Muskateller und Muskat Ottonel, Rotweine spielen nur eine untergeordnete Rolle. Um den Weinverkauf anzukurbeln, haben viele Winzer mit Reiseunternehmen Verträge ausgehandelt, um Weinproben und Einkauf zu ermöglichen. Sie vermieten auch im beschränkten Umfang Gästezimmer.
Auf dem Plateau mit der Wallfahrtskirche hat sich auch ein Hotel angesiedelt.
Von einem Aussichtsturm nahe dem Ort ergibt sich ein weiter Ausblick über die Umgebung.

### Kirche

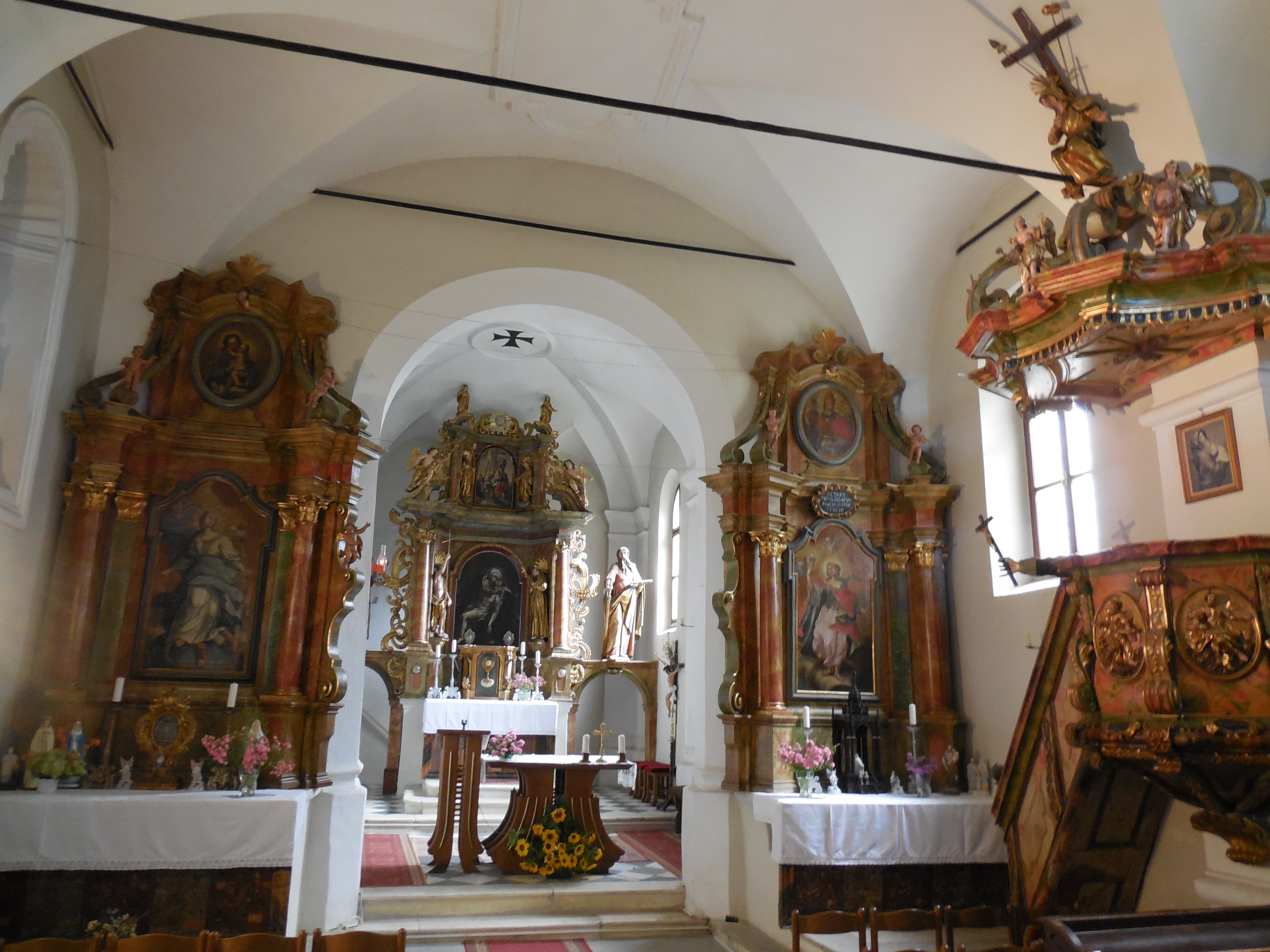
Altarraum und Kanzel

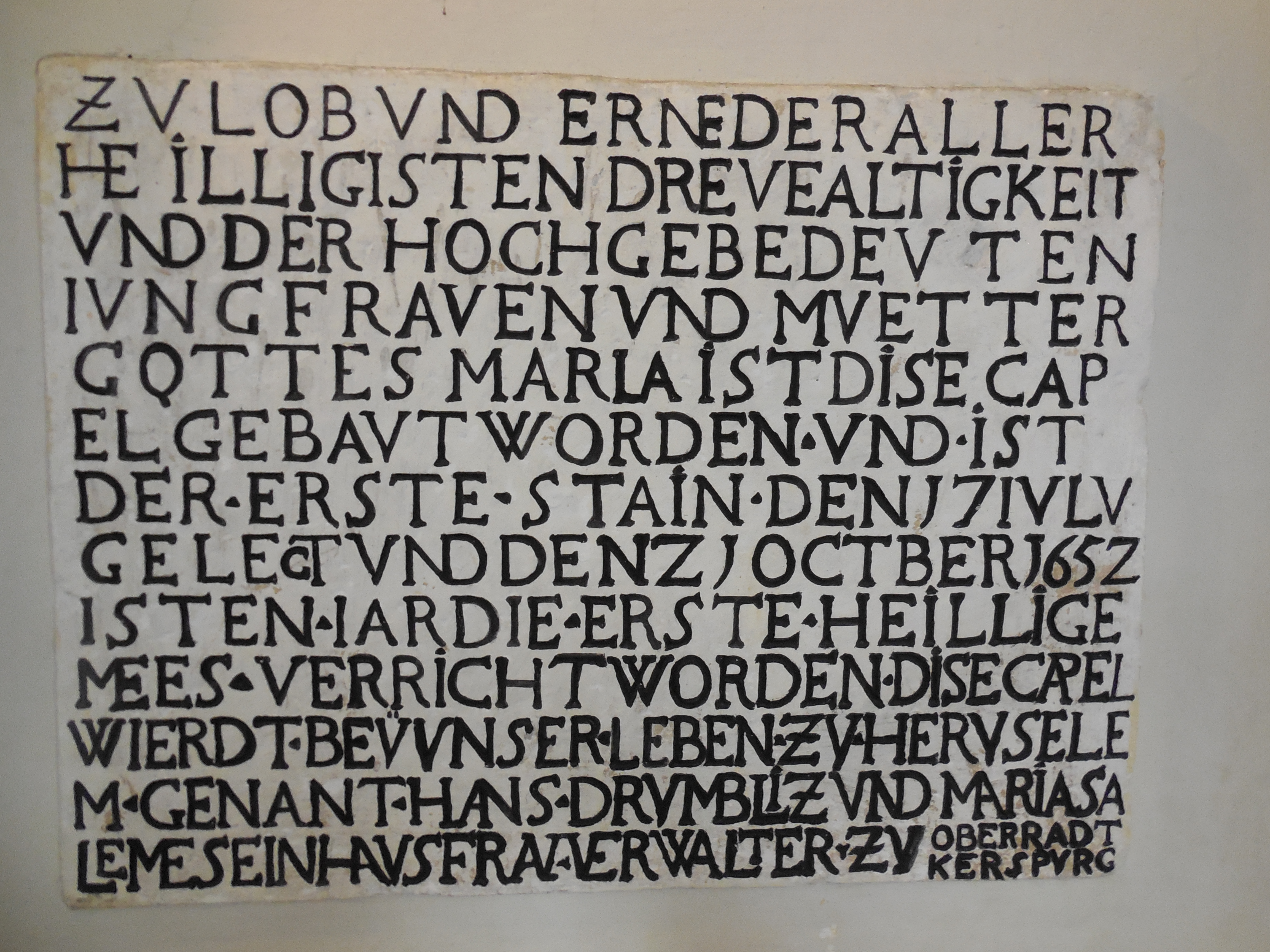
Inschrift zur Erinnerung an den Kirchbau in altdeutscher Sprache

Kreuzritter ließen in Jeruzalem in den Jahren 1652–1717 die Kirche der schmerzhaften Gottesmutter (slowenisch Cerkev Žalostne Matere božje) anstelle einer früheren Kapelle erbauen. Die auf einem Hügel gelegene Kirche wurde später im Stil des Barock umgebaut. Sie ist das Wahrzeichen des Ortes.
Das Altarbild mit der Pietà stammt aus dem späten 17. Jahrhundert und ist die Kopie eines Gemäldes, das die Kreuzritter aus Palästina mitgebracht haben sollen.
Die Kirche wird umgeben von einem großzügigen Kirchgarten und einem Park.